# Поль-Еміль де Соуза
Полковник Поль-Еміль де Соуза (1930 — 17 червня 1999) — бенінський військовий та політичний діяч. Очолював державу з 13 грудня 1969 до 7 травня 1970 року.

## Політична діяльність
10 грудня 1969 року Моріс Куандете здійснив державний переворот, в результаті якого було усунуто від влади тогочасного президента Еміля Зінсу, проте владу Куандете не визнали самі військові. В результаті цих подій на посаду тимчасового голови держави було обрано Поля-Еміля де Соузу. 28 березня 1970 року відбулись президентські вибори, що були покликані визначити легітимного (демократично обраного) президента країни. Ці вибори відзначились спалахами насильства у всій країні; деякі джерела наводять дані щодо 6 згиблих. Колишні президенти Кутуку Юбер Мага, Суру Міган Апіті й Жустін Агомадегбе-Тометін здобули більшість голосів на півночі, південному сході та південному заході/центрі країни відповідно.
Де Соуза після виборів заявив, що скасує результати виборів в Атакорі, регіоні, де найбільшу кількість голосів набрав Мага. Останній погрожував розподілом країни у разі, якщо таке станеться. Апіті заявив, що його регіони відійдуть до складу Нігерії, якщо ситуацію не буде вирішено на його користь. Три колишніх президенти були змушені швидко шукати компроміс, щоб попередити громадянську війну. Таким чином було створено так звану Президентську раду і де Соузу на посаді голови держави замінив Кутуку Юбер Мага.

## Подальше життя
Полковник де Соуза повернувся на свою попередню посаду й очолив генеральний штаб Збройних сил країни.
23 лютого 1972 року де Соуза вдався до спроби узурпувати владу. За допомогою гарнізону міста Уїда він спробував захопити урядові будівлі. Під час операції було вбито охоронця де Соузи, натомість останній відбувся легкими пораненнями. Змову було викрито й придушено, Мага був змушений скасувати свій візит до Франції, щоб утримати ситуацію під контролем. Куандете було засуджено до страти за участь у змові.
Коли у жовтні 1972 року Матьє Кереку захопив владу де Соуза був звільнений. Його було призначено на посаду комісара Національного сільськогосподарського кредитного банку (SOCAD). Помер де Соуза 17 червня 1999 року.